# Madison County (Idaho)
Madison County ist ein County im Bundesstaat Idaho der Vereinigten Staaten. Der Verwaltungssitz (County Seat) ist Rexburg.

## Geographie
Das County liegt fast im äußersten Osten von Idaho, ist etwa 25 km von Wyoming entfernt und hat eine Fläche von 1226 Quadratkilometern, wovon fünf Quadratkilometer Wasserfläche sind. Es grenzt im Uhrzeigersinn an folgende Countys: Fremont County, Teton County, Bonneville County und Jefferson County. Das County is überwiegend durch die Ausläufer des Yellowstone-Plateaus auf dem Nordufer des Snake River geprägt. Im Westen läuft es in die Snake River Plain aus.

## Geschichte
Madison County wurde am 19. Februar 1913 aus Teilen des Fremont County gebildet. Benannt wurde es nach dem US-Präsidenten James Madison.
3 Bauwerke des Countys sind im National Register of Historic Places eingetragen.

## Demografische Daten
Nach der Volkszählung im Jahr 2000 lebten im Madison County 27.467 Menschen in 7.129 Haushalten und 4.854 Familien. Die Bevölkerungsdichte betrug 22 Personen pro Quadratkilometer. Ethnisch betrachtet setzte sich die Bevölkerung zusammen aus 95,50 Prozent Weißen, 0,24 Prozent Afroamerikanern, 0,33 Prozent amerikanischen Ureinwohnern, 0,57 Prozent Asiaten, 0,18 Prozent Bewohnern aus dem pazifischen Inselraum und 2,23 Prozent aus anderen ethnischen Gruppen; 0,95 Prozent stammten von zwei oder mehr Ethnien ab. 3,92 Prozent der Bevölkerung waren spanischer oder lateinamerikanischer Abstammung.
Von den 7.129 Haushalten hatten 39,0 Prozent Kinder unter 18 Jahren, die bei ihnen lebten. 60,1 Prozent davon waren verheiratete, zusammenlebende Paare. 5,7 Prozent waren allein erziehende Mütter und 31,9 Prozent waren keine Familien. 12,7 Prozent waren Singlehaushalte und in 5,6 Prozent lebten Menschen mit 65 Jahren oder älter. Die Durchschnittshaushaltsgröße betrug 3,66 und die durchschnittliche Familiengröße war 3,70 Personen.
26,2 Prozent der Bevölkerung waren unter 18 Jahre alt, 39,9 Prozent zwischen 18 und 24 Jahre, 16,0 Prozent zwischen 25 und 44 Jahre, 11,9 Prozent zwischen 45 und 64 Jahre. 6,0 Prozent waren 65 Jahre oder älter. Das Durchschnittsalter betrug 21 Jahre. Auf 100 weibliche Personen kamen 90,9 männliche Personen. Auf 100 Frauen im Alter von 18 Jahren und darüber kamen 83,6 Männer.
Das jährliche Durchschnittseinkommen der Haushalte betrug 32.607 USD, das Durchschnittseinkommen der Familien 40.880 USD. Männer hatten ein Durchschnittseinkommen von 29.299 USD, Frauen 18.628 USD. Das Prokopfeinkommen betrug 10.956 USD. 10,1 Prozent der Familien und 30,5 Prozent der Einwohner lebten unterhalb der Armutsgrenze.

## Orte im County
- Archer
- Burton
- Byrne
- Edmonds
- Gale
- Hart
- Herbert
- Hibbard
- Hinckley
- Jensen
- Jolley
- Lyman
- Mark
- Moody
- Newdale
- Parkinson
- Plano
- Rexburg
- Salem
- Sugar City
- Sunnydell
- Thornton
- Walker